# グラウベールマン

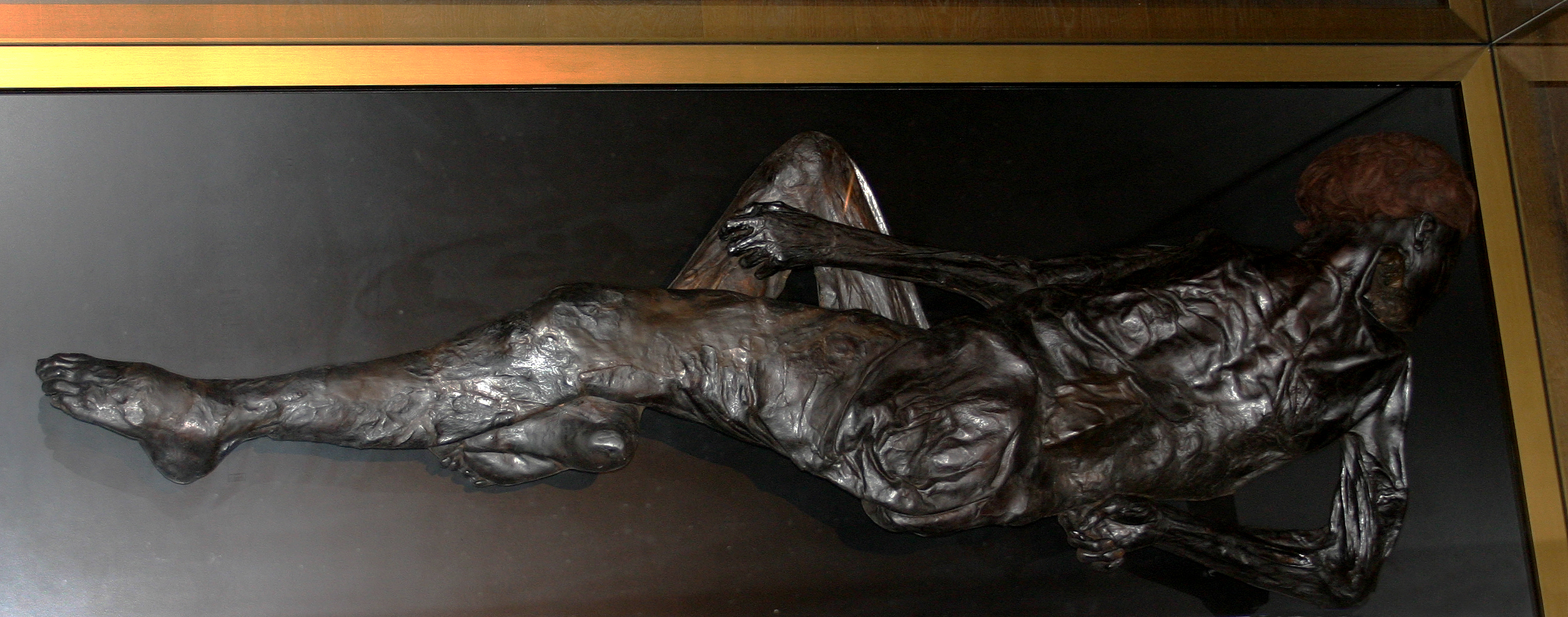
モースゴー先史博物館で展示されているグラウベールマン。

グラウベールマン（Grauballe Man）は、1952年にユトランド半島・グラウベール村近郊の泥炭から発見された紀元前3世紀（鉄器時代）の湿地遺体である。同じくデンマークで発見された湿地遺体として他にトーロンマンがある。
グラウベールマンは数ある湿地遺体の中でも特に保存状態が優れており、「デンマークの先史時代に関する最も素晴らしい発見の一つ」とされている。1952年の発掘ののち、グラウベールマンは調査研究のためオーフスの博物館に収蔵された。そして1955年から今日までオーフス郊外のモースゴー先史博物館で展示されている。

## 発見とその後

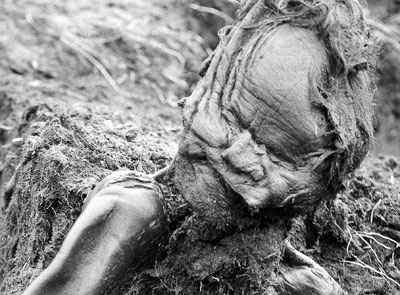
発見時のグラウベールマン。

グラウベールマンは1952年4月26日に泥炭採掘業者によって発見された。作業員の一人が泥炭とは違うものをスペード（土堀具）で突き刺したことに気づき、掘り進めたところ頭部が泥炭から出てきた。通りがかりの地元の郵便局員がすぐに医者とアマチュア考古学者を呼んだ。グラウベールマン発見の知らせはすぐに広まり、翌日以降多数の人が見学に押し寄せた。翌朝オーフスの考古学博物館からペーター・グロブ教授（en）が派遣され、まだ大部分が埋まっていたグラウベールマンを掘り出し、博物館に移動する作業が始められた。
従来の湿地遺体は発掘ののち埋め戻されることが多かったが、グロブのチームはグラウベールマンを調査するだけではなく将来公開するために保存することを計画した。ただ展示することを優先したために、保存処理はすぐには実行されなかった。結果グラウベールマンは常に湿気を含んだ状態になり、カビが繁殖し始めた。
検死を含む調査の終了後、なめし皮製法で保存処置が行われ内部にはオークの樹皮が詰められた。1955年からオーフス近郊のモースゴー先史博物館で展示されている。2001-2002年に最新の科学的手法による調査（放射線医学、CTスキャン、3D可視化、光造形法、胃の内容物の分析）が行われた時を除いて現在の博物館から外に出ていない。

## 分析
グラウベールマンは発見された泥炭の層位から紀元前3世紀に位置付けられ、1955年に行われた放射性炭素年代測定の結果からもこの分析は支持されている。

### 生前
グラウベールマンの遺体に残されたさまざまな特徴から彼の生前の姿が分析されている。彼の手はなめらかで重労働をしていたとは考えられず、歯と顎からは幼年期の栄養状況が良くなかったことが明らかにされている。また骨格からは重度のカルシウム不足が、背骨からは老化に伴う椎間板の病変が確認されている。現在のグラウベールマンの頭髪は赤みがかっているが、もとは暗色だったと思われる。

### 死
グラウベールマンの遺体は一切の衣服をまとっていなかった。このことからトーロンマン同様、裸で死んだか、衣服だけ分解されたかのどちらかと考えられている 。直接の死因は喉を切り開かれたことで、傷は耳から耳まで及んでいる。気管と食道も切り裂かれていた。この傷は自分自身で付けることは不可能で、他殺であったことが明らかである。頭部の傷は当初殴られた痕跡と思われていたが、CTスキャンによる検査の結果、死後長い時間をかけて泥炭の重みで押しつぶされたものと判明した。死亡時の年齢は30代前後であったとみられる。

## 現代文化との関わり
シェイマス・ヒーニーがトーロンマンとともに詩の題材にしている。

## ギャラリー

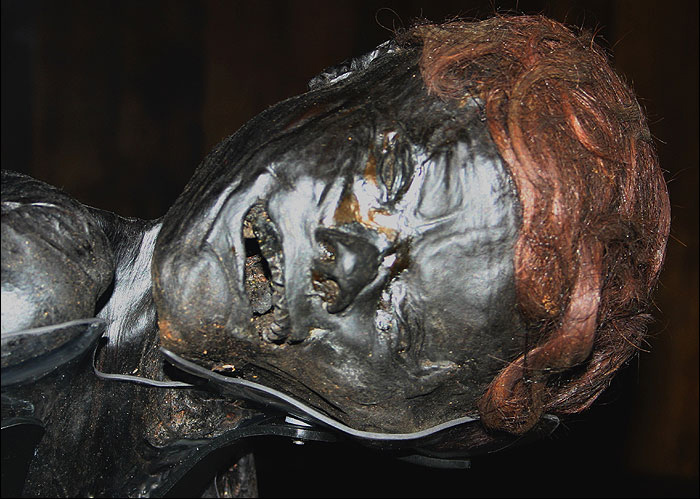
頭部
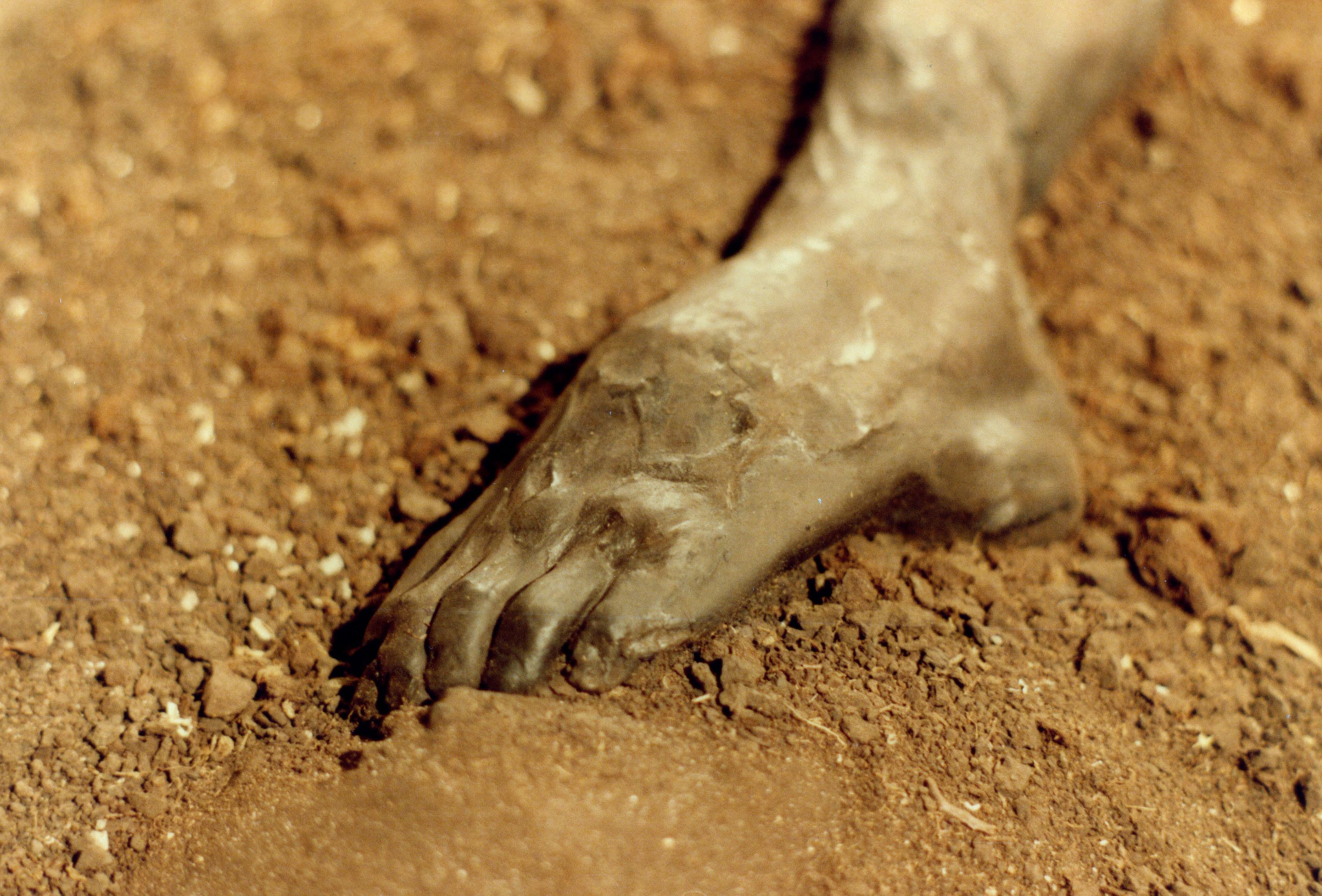
左足
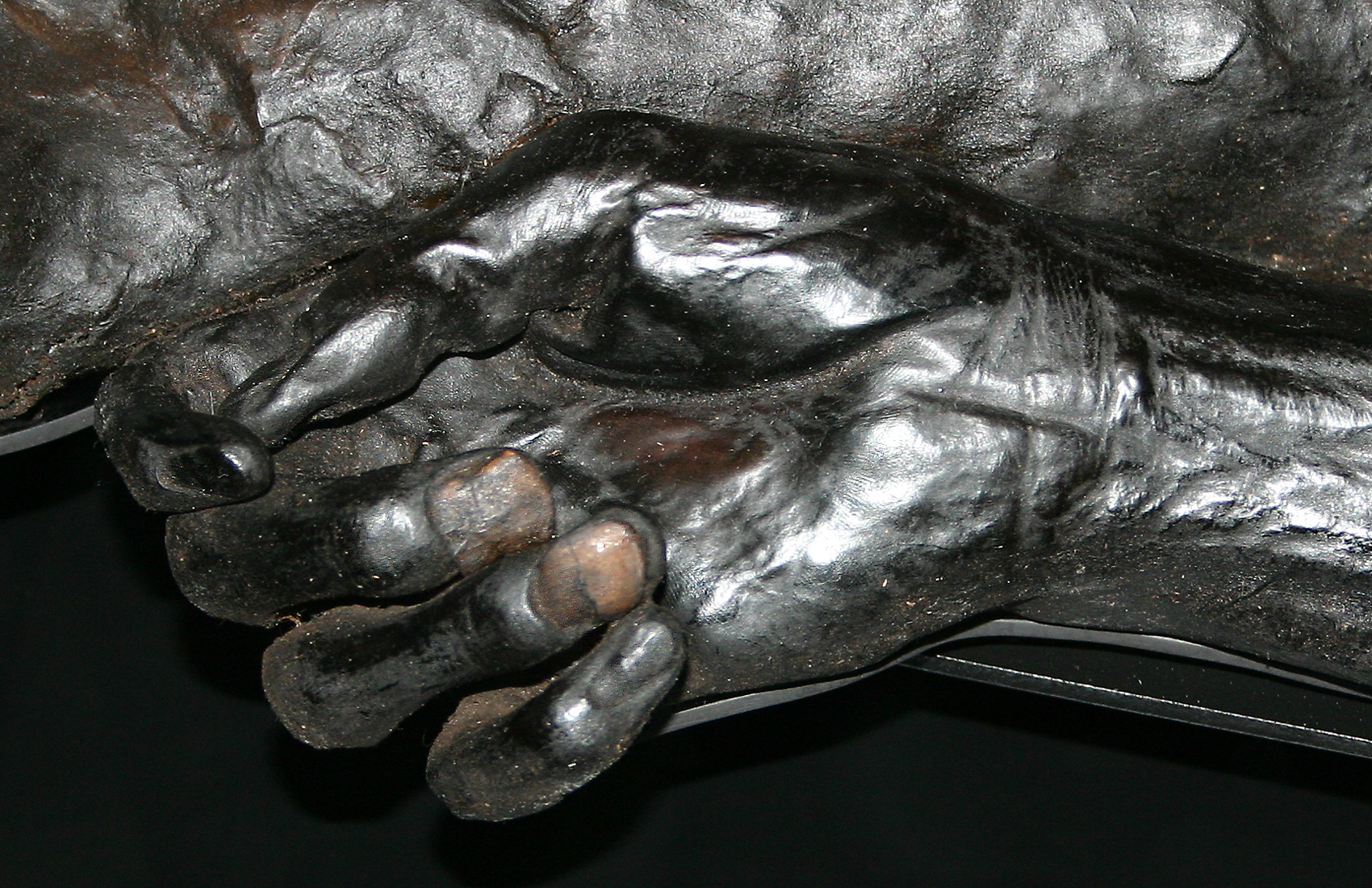
右手